# Цамева къща
Цамевата къща (на гръцки: Οικία Τσάμη) е къща в град Воден, Гърция.

## Разположение
Къщата се намира в традиционния квартал Вароша, на улица „Архиеревс Мелетиос“ № 44. Намира се на ръба на Воденското плато с изглед към живописната долина Лъгът.

## Архитектура
Разположена е на площ от 357,75 m2 разпределени на три етажа – полусутерен, приземен етаж и още един етаж. Сградата е с неокласически влияния при дървените рамки на прозорците и извития корниз. Покривът е керемиден. Къщата е с полусутерен в задната част, тъй като е построена на склон. Серията на затворени балкони допринасят за пластичността на сградата. Характерни елементи са извитият корниз, дървените псевдоколони, които изглеждат като да поддържат корниза на сградата, коминът на камината и други.
В сутерена са разположени складовите помещения и помещенията за животните и място за пране. На партера и на горния етаж са спалните, кухнята и тоалетната.
В 1986 година е обявена за паметник на културата като „забележителен представител на местната градска архитектура от втората половина на XIX век“.
Къщата е реставрирана в 2014 година, за да се превърне в пространство за културни изяви.